# Dansk Melodi Grand Prix 2008
Dansk Melodi Grand Prix 2008 var den danska uttagningen till Eurovision Song Contest 2008. Segrade gjorde låten All night long med Simon Matthew.

## Deltävling 1 den 12 januari | TV-byen, Köpenhamn
Kursiverade låtar gick till final.
1. Laying down my cards - Anorah      

2. Vi er der om lidt - Sidse Holte    
  
3. Tree of life - Unite 

4. Luciano - Amin Jensen 

5. Come on over - Anne-Marie & Claus Hessing 
  
6. Grøn mand gå - Louise Victoria      

7. Underneath the moon - Camille & Ulrik   
   
8. Den jeg er - Charlie 

## Deltävling 2 den 19 januari | TV-byen, Köpenhamn
Kursiverade låtar gick till final.
1. Hooked on you - Lasse Lindorff     
 
2. La'mig være - The Dreams 

3. All night long - Simon Matthew 
 
4. Until we're satisfied - Kendra Lou    
  
5. Spanish soul - Sandee May 

6. Vilde hjerter - Gunhild      

7. Sweet memories of you - Josefine & Lars 
  
8. Kan ikke forstå - Julie Rugaard    

## FINAL den 2 februari | Forum, Horsens
1. Come on over - Anne-Marie & Claus Hessing   
    
2. Den jeg er - Charlie       

3. Luciano - Amin Jensen       

4. Tree of life - Unite       

5. La'mig være - The Dreams  

6. All night long - Simon Matthew 

7. Spanish soul - Sandee May  

8. Sweet memories of you - Josefine & Lars  

9. Until we're satisfied - Kendra Lou  

10. Hooked on you - Lasse Lindorff 

## Vinnare
- Simon Matthew